# Aistulf
Aistulf (? - 756.) bio je vojvoda Friulija od 744, vojvoda Spoleta od 751. i langobardski kralj od 751. Njegov otac bio je vojvoda Pemmo.
Nakon što je njegov brat Ratchis postao kraljem, Aistulf je nasljedio njegovo vojvodstvo Friuli. Kasnije je preuzeo i njegovu kraljevsku titulu nakon što je ovaj abdicirao i povukao se u samostan. Aistulf je nastavio vojno-politički ekspanzionizam, napadima na papinske posjede i bizantski egzarhat Ravennu. 751. godine zauzeo je samu Ravennu, pa čak zaprijetio i Rimu, tražeći pravo na oporezivanje. Iste godine, od Bizanta je oteo i Istru
Pape u njegovo vrijeme su, iako razljućeni, uzbunjeni, i bez nade za pomoći od bizantskog cara, pomoć potražili kod karolinških majordoma palače u Austraziji, koji su de facto vladali Franačkim kraljevstvom. 741. godine papa Grgur III. zamoljava Karla Martela za intervenciju, koji je bio zauzet drugim kampanjama i zato uskratio pomoć. 753. godine, papa Stjepan II. posjećuje sina Karla Martela, Pipina Malog koji se je uz suglasnost pape Zaharija bio proglasio kraljem Franaka. U zahvalu za papinsku potporu svojoj krunidbi, Pipin prelazi Alpe, poražava Aistulfa i papi predaje zemlje koje je Aistulf bio oteo od Rimskog vojvodstva i bivšeg bizantskog egzarhata (Emilia-Romagna i Pentapolis).
Aistulf je 756. godine poginuo u lovu. Kao kralj Langobarda nasljedio ga je Deziderije, a kao vojvoda Spoleta Alboin. Friuli je predao šurjaku Anselmu, opatu samostana Nonantula s čijom je sestrom Gisaltrudom bio u braku u trenutku preuzimanja kraljevstva 749. godine.